# Prosper (Texas)
Prosper è un centro abitato degli Stati Uniti d'America, situato nella contea di Collin e nella contea di Denton dello Stato del Texas. Fa parte della Dallas-Fort Worth Metroplex.

## Geografia fisica
Prosper è situata a 33°14′18″N 96°47′27″W.
Secondo lo United States Census Bureau, ha un'area totale di 4,9 miglia quadrate (12.8 km²). 4,9 miglia quadrate (12.8 km²).

## Società

### Evoluzione demografica
Secondo il censimento del 2000, c'erano 2.097 persone, 678 nuclei familiari e 589 famiglie residenti nella città. La densità di popolazione era di 423,6/sq mi (163,6/km²). C'erano 717 unità abitative a una densità media di 144,8 per miglio quadrato (55,9/km²). La composizione etnica della città era formata dal 92,23% di bianchi, lo 0,29% di afroamericani, lo 0,62% di nativi americani, lo 0,38% di asiatici, il 5,15% di altre razze, e l'1,34% di due o più etnie. Ispanici o latinos di qualunque razza erano il 19,17% della popolazione.
C'erano 678 nuclei familiari di cui il 50,3% aveva figli di età inferiore ai 18 anni, il 75,5% erano coppie sposate conviventi, il 7,4% aveva un capofamiglia femmina senza marito, e il 13,0% erano non-famiglie. L'11,2% di tutti i nuclei familiari erano individuali e il 3,7% aveva componenti con un'età di 65 anni o più che vivevano da soli. Il numero di componenti medio di un nucleo familiare era di 3,09 e quello di una famiglia era di 3,34.
La popolazione era composta dal 33,5% di persone sotto i 18 anni, il 6,5% di persone dai 18 ai 24 anni, il 36,1% di persone dai 25 ai 44 anni, il 17,3% di persone dai 45 ai 64 anni, e il 6,6% di persone di 65 anni o più. L'età media era di 32 anni. Per ogni 100 femmine c'erano 101,8 maschi. Per ogni 100 femmine dai 18 anni in giù, c'erano 98,9 maschi.
Il reddito medio di un nucleo familiare era di 64.063 dollari, e quello di una famiglia era di 68.542 dollari. I maschi avevano un reddito medio di 50.223 dollari contro i 35.707 dollari delle femmine. Il reddito pro capite era di 25.672 dollari. Circa il 6,1% delle famiglie e il 7,5% della popolazione erano sotto la soglia di povertà, incluso il 9,4% di persone sotto i 18 anni e il 10,3% di persone di 65 anni o più.
Al 2014, la composizione etnica della città era formata dal 91,1% di bianchi, l'1,3% di afroamericani, lo 0,6% di nativi americani, l'1,9% di asiatici, il 2,8% di altre razze, e il 2,4% di due o più etnie. Ispanici o latinos di qualunque razza erano il 2,1% della popolazione.